# Голомазова, Людмила Николаевна
Людмила Николаевна Голомазова (до замужества — Гапонова; род. 13 ноября 1947, Алма-Ата) — советская легкоатлетка, выступавшая в беге на короткие дистанции. Участница летних Олимпийских игр 1968 года, серебряный призёр Европейских легкоатлетических игр в помещении 1969 года, бронзовый призёр чемпионата Европы в помещении 1970 года.

## Биография
Людмила Голомазова родилась 13 ноября 1947 года в городе Алма-Ата (сейчас в Казахстане).
Выступала в легкоатлетических соревнованиях за алма-атинское «Динамо». Шесть раз выигрывала медали чемпионата СССР: в 1968 году серебро в беге на 100 метров и в эстафете 4х100 метров и бронзу в беге на 200 метров, в 1969 году — серебро в беге на 100 и 200 метров, в 1970 году — бронзу на 200-метровке.
В 1968 году вошла в состав сборной СССР на летних Олимпийских играх в Мехико. В беге на 100 метров в забеге 1/8 финала заняла 3-е место с результатом 11,74 секунды, в четвертьфинале — 4-е (11,54), в полуфинале — последнее, 8-е (11,71), уступив 0,22 секунды попавшей в финал с 4-го места Цзи Чжэн с Тайваня. В беге на 200 метров в забеге 1/8 финала заняла 6-е место с результатом 23,73, уступив 0,36 секунды попавшей в четвертьфинал с 4-го места Ютте Штёк из ФРГ. Также была заявлена в эстафете 4х100 метров, но не вышла на старт.
Дважды выигрывала медали чемпионата Европы в помещении. В 1969 году в Белграде завоевала серебро в эстафете 4х195 метров, в 1970 году в Вене — в эстафете 200+400+600+800 метров.
В 1970 году завоевала золотую медаль на летней Универсиаде в Турине в эстафете 4х100 метров.

## Личные рекорды
- Бег на 100 метров — 11,2 (1968)[5]
- Бег на 200 метров — 23,5 (1968)[5]